# Thomas Louis Connolly
Pour les articles homonymes, voir Connolly.
 (décembre 2018).
Mgr Thomas Louis Connolly est un prélat catholique, né en 1814 à Cork et mort en 1876 à Halifax. Il a été évêque de Saint-Jean-en-Amérique puis archevêque de Halifax.

## Biographie
Né en 1814 dans le comté de Cork, en Irlande, ce franciscain est prêtre à Dublin, puis rejoint Halifax dans la colonie britannique de Nouvelle-Écosse, en 1842, en qualité de secrétaire de Mgr Walsh. Il est vicaire général à Halifax de 1846 à 1852, puis évêque de Fredericton. En 1854, il fonde avec Honora Conway (1815-1892) la congrégation féminine des Sœurs de la charité de l'Immaculée Conception.
Peu après, son diocèse est renommé diocèse de Saint-Jean (Nouveau-Brunswick). Mgr Connolly se rend à Rome en 1856-1857 où il est nommé assistant au trône pontifical et comte romain.
Le 15 avril 1859, Mgr Connolly devient archevêque de Halifax. En 1862, il assiste à Rome à la canonisation des Martyrs du Japon.
Il meurt à Halifax le 27 juillet 1876.